# Devarodes albibasis
Devarodes albibasis là một loài bướm đêm trong họ Geometridae.